# Interferon
Interferon är ett naturligt förekommande protein, producerat av kroppens celler som svar på attacker av virus, maligna celler samt mot intracellulära parasiter. Interferon tillhör den typ av signalmolekyler som kallas cytokiner.

## Olika typer av interferoner
Det finns flera typer av interferon, med olika funktioner.

### Typ I-interferoner
Till skillnad från IFN-γ är dessa (IFN-α, IFN-β, IFN-ε, IFN-κ & IFN-ω) mindre specifika cytokiner och utsöndras som svar på virusinfektioner. Interferoner av typ alfa och beta är de bäst utforskade. När en cell infekteras av vissa typer av virus börjar den utsöndra IFN-α eller IFN-β. IFN-α utsöndras framförallt av immunceller medan IFN-β utsöndras av andra celltyper, till exempel fibroblaster. Dessa två interferoner skyddar celler som ännu inte blivit infekterade av virus genom att öka genuttrycket av vissa enzym som interferar med virusets replikationscykel, till exempel genom klyvning av virus RNA eller DNA.
Interferon-beta är en central beståndsdel i tre vanliga läkemedel mot multipel skleros.

### Typ II-interferoner
Gammainterferon (förkortat IFN-γ) är den enda typ II-interferonen. Den utsöndras bland annat av NK-celler och aktiverade T-hjälparceller vid påträffande av antigen. IFN-γ aktiverar immunförsvaret bland annat genom att göra makrofager mer aggressiva och potenta fagocyter, B-celler genomgår class switch som innebär att de börjar producera en typ av antikroppar som binder komplementproteiner. Dessutom ökar tätheten av MHC-komplex på många celltyper i immunsystemet som svar på IFN-γ stimulering.

### Typ III-interferoner
En nyare upptäckt, från 2003, är IFN-λ (interferon-lambda).

### Syntetiskt interferon
Med hjälp av bioteknologi har det blivit möjligt att tillverka syntetiskt interferon, vilket används som behandling vid en rad sjukdomstillstånd, bland annat multipel skleros (MS) och vissa viralt orsakade former av hepatit.